# جرالد کوهن
جرالد آلن کوهن (انگلیسی: Gerald Cohen; ۱۴ آوریل ۱۹۴۱ – ۵ اوت ۲۰۰۹) یک فیلسوف سیاسی مارکسیست اهل کانادا بود. کوهن استاد دانشگاه‌های آکسفورد و یونیورسیتی کالج لندن بود و نظریهٔ سیاسی و اجتماعی تدریس می‌کرد. در خانواده‌ای یهودی و کمونیست در شهر مونترال به دنیا آمد. در دانشگاه مک گیل کانادا به تحصیل در رشتهٔ فلسفه و علوم سیاسی پرداخت و بعد از دانشگاه آکسفورد در انگلستان دکتری فلسفه گرفت. او شاگرد آیزایا برلین و گیلبرت رایل بود. مهمترین اثر کوهن «نظریه تاریخ کارل مارکس» است که در این کتاب به بررسی و دفاع از نظریهٔ تاریخ مارکس می‌پردازد. کوهن مباحث زیادی در دفاع از سوسیالیسم دارد و سعی می‌کند از طریق مقایسهٔ دیدگاه‌های خود با نظریات رابرت نوزیک و جان راولز، این مباحث را پیش ببرد.

## آثار
- نظریه تاریخ کارل مارکس:یک دفاع (۱۹۷۸، ۲۰۰۰)
- تاریخچه، کار و آزادی (۱۹۸۸)

- مالکیت بر خود، آزادی و برابری. کمبریج: انتشارات دانشگاه کمبریج. ۱۹۹۵. شابک 978-0-5214-7174-9. OCLC ۶۱۲۴۸۲۶۹۲.
- اگر یک برابری طلب هستید، چطور اینقدر ثروتمند هستید؟ (۲۰۰۰)، با پاسخ توسط Dworkin (2004)
- نجات عدالت و برابری (۲۰۰۸)
- چرا سوسیالیسم نه؟ (۲٠٠۹) [. esp .: ¿Por qué no el socialismo؟ ، بوینس آیرس / مادرید ، سردبیران کاتز ، ۲۰۱۱ ،ISBN 978-84-92946-13-6]
- دربارهٔ ارز عدالت برابری، و سایر مقالات در فلسفه سیاسی (۲٠۱۱) Finding Oneself in the Other (2012)
- سخنرانی‌های تاریخ فلسفه اخلاقی و سیاسی (۲۰۱۳)